# Corazón salvaje (telenovela de 2009)
Corazón salvaje es una telenovela mexicana dirigida por Salvador Garcini, Jorge Édgar Ramírez y Alberto Díaz y producida por Salvador Mejía para Televisa, transmitida por el Canal de las Estrellas.
Protagonizada por  Aracely Arámbula interpretando un doble papel junto con Eduardo Yáñez, Angelique Boyer y Sebastián Zurita, junto con Cristián de la Fuente, Lisardo, Elizabeth Gutiérrez y los primeros actores Enrique Rocha, Helena Rojo, Manuel Ojeda y Salvador Pineda en los roles antagónicos, acompañados de Laura Flores René Casados, María Rojo, Osvaldo Ríos y Laisha Wilkins en roles de soporte.
Las grabaciones iniciaron el 17 de agosto de 2009. Las grabaciones fueron en el Puerto de Veracruz, Boca del Río, Alvarado y Xalapa.

## Argumento
En el Veracruz de a mediados del siglo XIX, viven las hermanas Leonarda y María del Rosario Montes de Oca. Desde que quedaron huérfanas viven bajo el amparo de su primo Rodrigo Montes de Oca, que ama a María del Rosario y es amado por Leonarda. María del Rosario tiene amores con un pescador Juan de Dios San Román y espera un hijo de él. El despechado Rodrigo al enterarse de que van a casarse, interrumpe la boda, pone preso a Juan De Dios y encierra a María del Rosario en una apartada hacienda para que oculte su deshonra. Leonarda atiende el parto de su hermana, le dice que el niño ha muerto y la enloquece para luego hacer creer a todos que María Del Rosario ha muerto. El niño es adoptado por gente buena y finalmente retorna al lado de su padre, pero en el lecho de muerte de este, jura vengar a su madre y todo el daño que los Montes de Oca le han provocado. Ahora el pequeño Juan de Dios será el temible Juan del Diablo. Adoptado por el comerciante Juan Aldama, Juan Del Diablo toma el apellido de su protector y se dispone a cobrar venganza, pero se le entromete en el camino el amor en la forma de Aimée Montes de Oca, una de las hijas de Rodrigo. Sin embargo, la interesada Aimée se casa con su primo Renato Vidal Montes de Oca, el hijo de Leonarda, y mantiene a Juan como amante. Eso, hasta que interviene la novicia Regina Montes de Oca, la hermana gemela de Aimee quien por salvar la reputación de su hermana está dispuesta hasta a casarse con Juan.

## Elenco
- Aracely Arámbula - Regina Montes de Oca Rivera de San Román / de Aldama de la Cruz / Aimeé Montes de Oca Rivera de Vidal
- Eduardo Yáñez - Juan de Dios San Román y Montes de Oca "Juan del Diablo"  / Juan de Dios Aldama de la Cruz
- Cristián de la Fuente - Renato Vidal Montes de Oca
- Enrique Rocha (+) -  Rodrigo Montes de Oca
- Helena Rojo (+) - Leonarda Montes de Oca de Vidal
- María Rojo - Clemencia Bracho
- Laura Flores - María del Rosario Montes de Oca de San Román
- René Casados - Noel Vidal
- Elizabeth Gutiérrez - Rosenda Frutos
- Manuel Ojeda (+) - Fulgencio Berrón
- Francisco Gattorno - Rodrigo Gómez
- Angelique Boyer - Jimena / Estrella / Ángela Villarreal de Álvarez
- Sebastián Zurita - Gabriel Álvarez
- Lisardo - Federico Martín Del Campo
- Alejandro Ávila - Dr. Pablo Miranda
- Salvador Pineda - Arcadio Solano
- Lola Merino - Eloísa de Berrón
- Silvia Manríquez - Madame Marlene de Fontenak / Magda de Frutos
- Luis Gatica - Remigio García
- Raymundo Capetillo (+) - Raúl de Marín
- Lucía Guilmáin (+) - Griselda
- Isabel Madow - Brigitte
- Zaneta Seilerova - Fifí
- Michelle Ramaglia - Lourdes "Lulú"
- Arturo García Tenorio (+) - Santos
- Ignacio Guadalupe - Pedro
- Ivonne Ley - Mabel de Aldama de la Cruz
- Benny Emmanuel - Calibri
- Mayahuel del Monte - Mirta
- Fernando Robles - Alguacil
- Ricardo Kleinbaum - Phillip /  Feliberto Sánchez
- Susana Lozano - Mariela Villarreal
- Sergio Acosta - Servando
- Roxana Rojo de la Vega - Salma
- Carlos Gascón - Branko
- Rocío Labrador
- Omar Ayala - Maloso
- Julio Alemán (+) - Narrador
- Julián Moreno - Miguel Lazcano
- Gustavo Rojo (+) - Alberto Villarreal
- Rosángela Balbó (+) - Inés De Villarreal
- Toño Infante - Celestino Frutos
- Archie Lanfranco - Santiago Aldama de la Cruz
- Patricia Martínez - Aurora García
- Laisha Wilkins - Constanza Rivera de Montes De Oca
- Osvaldo Ríos - Juan de Dios San Román
- Josefina Echánove (+) - Kuma La Bruja
- Pietro Vannucci - Capitán Bretón
- Adriano Zendejas - Juan de Dios San Román y  Montes de Oca
- Sarai Meza - Regina Montes de Oca y Rivera (niña) y Aimée Montes de Oca y Rivera (niña)
- Alejandro Felipe Flores - Remigio García (niño)
- Gerry Espinosa - Remigio García (joven)
- Felipe Sánchez - Juan Aldama de la Cruz (joven)
- Omar Yubeili - Renato Vidal y  Montes de Oca (niño)
- Andrés Vázquez - Renato Vidal y Montes de Oca (joven)
- Robin Vega - Juan Aldama de la Cruz (niño)
- Joustein Roustand - Remigio García (joven)
- Marifer Malo - Nikkie
- Milia Nader - Señora de Sociedad
- Rocío Sobrado - Doble de Aracely Arámbula

## DVD
El Grupo Televisa lanza a la venta en formato DVD sus novelas.

## Premios y nominaciones

### Premios TVyNovelas 2010
| Categoría                | Nominado(a)                     | Resultado |
| ------------------------ | ------------------------------- | --------- |
| Mejor telenovela         | Salvador Mejía                  | Nominado  |
| Mejor actriz protagónica | Aracely Arámbula                | Nominada  |
| Mejor actriz antagónica  | Aracely Arámbula                | Nominada  |
| Mejor actor antagónico   | Cristian de la Fuente           | Nominado  |
| Mejor primera actriz     | Helena Rojo                     | Nominada  |
| Mejor primer actor       | Enrique Rocha                   | Nominado  |
| Mejor actriz coestelar   | Laura Flores                    | Nominada  |
| Mejor actriz juvenil     | Angelique Boyer                 | Nominada  |
| Mejor tema musical       | "Me enamoré de ti" por Chayanne | Nominado  |

### Premios People en Español 2010
| Categoría                  | Nominado(a)      | Resultado |
| -------------------------- | ---------------- | --------- |
| Retorno del año            | Aracely Arámbula | Ganadora  |
| Mejor actor/actriz juvenil | Angelique Boyer  | Nominada  |
| Mejor actor/actriz juvenil | Sebastián Zurita | Nominado  |

### Premios ACE 2010
| Categoría               | Nominado(a)      | Resultado |
| ----------------------- | ---------------- | --------- |
| Mejor telenovela        | Salvador Mejía   | Nominado  |
| Mejor villana           | Aracely Arámbula | Nominada  |
| Mejor actriz secundaria | Helena Rojo      | Nominada  |
| Mejor actor secundario  | René Casados     | Nominado  |

### Premios Oye 2010
| Categoría                                                             | Nominado(a) | Resultado |
| --------------------------------------------------------------------- | ----------- | --------- |
| Mejor Tema de Telenovela, Serie, Obra de Teatro o Película en Español | Chayanne    | Nominado  |

## Versiones
Esta telenovela es un híbrido entre las historias de Corazón salvaje, escrita por Caridad Bravo Adams; y Yo compro esa mujer de Olga Ruilópez , y de las cuales se han hecho anteriormente otras versiones:

### Corazón salvaje
- Juan del Diablo, telenovela puertorriqueña realizada en 1966 y protagonizada por Gladys Rodríguez, Braulio Castillo y Martita Martínez.
- Corazón salvaje, telenovela mexicana realizada en 1966, producida por Ernesto Alonso y protagonizada por   Julissa, Enrique Lizalde y Jacqueline Andere.
- Corazón salvaje, telenovela mexicana de 1977, producida por Ernesto Alonso y protagonizada por Angélica María, Martín Cortés y Susana Dosamantes.
- Corazón salvaje, telenovela mexicana de 1993, producida por José Rendón y protagonizada por Edith González y Eduardo Palomo.

### Yo compro esa mujer
- Yo compro esa mujer (Puerto Rico 1960) con Maribella García y Braulio Castillo.
- Yo compro esa mujer (Venezuela 1960) con Peggy Walker y Manolo Coego.
- Eu compro esta mulher (Brasil 1966) con Yoná Magalhães y Carlos Alberto.
- Yo compro esta mujer (Argentina 1969) con Gabriela Gili y Sebastián Vilar.
- Carolina (Venezuela 1976) con Mayra Alejandra y José Luis Rodríguez "El Puma".
- Yo compro esa mujer (México 1990) con Leticia Calderón y Eduardo Yáñez.